# Lester Thurow
Lester Carl Thurow, né le 7 mai 1938 à Livingston (Montana) et mort le 25 mars 2016 à Westport (Massachusetts),, est un économiste politique américain, doyen de la Sloan School of Management d'MIT et auteur de livres sur des sujets économiques.

## Formation
Thurow a reçu son BA en économie politique au Williams College en 1960, où il était membre de Theta Delta Chi et de Phi Beta Kappa en tant que junior et un Tyng Scholar. Bénéficiant ensuite d'une bourse Rhodes, il part étudier en philosophie, politique et économie au Balliol College, à l'université d'Oxford, et en sort diplômé en 1962 avec les honneurs de première classe. Il est docteur en économie diplômé de l'université Harvard en 1964.

## Carrière
Thurow est membre du conseil d'administration de Analog Devices, Grupo Casa Autrey, E-Trade et TSMC. L'un des fondateurs de l'Economic Policy Institute (en) en 1986, il est chroniqueur économique pour, entre autres, le Boston Globe et USA Today. Il est également chroniqueur économique pour le New York Times (dont il est aussi membre du comité de rédaction) et un rédacteur contribuant à Newsweek.
Thurow est un défenseur de longue date d'un système politique et économique du type japonais et européen dans lequel la participation du gouvernement à la direction de l'économie est beaucoup plus vaste que dans le cas des États-Unis, un modèle qui a fini par être connu sous le nom de « Troisième voie ».
Il a promu un système de brevets plus universel comme une exigence pour une économie fondée sur la connaissance sans laquelle les gouvernements évalueraient la valeur des atteintes à la propriété intellectuelle de leurs entreprises par les concurrents étrangers et permettraient à ces entreprises de s'y opposer.